# Максенције
Марко Аурелије Валерије Максенције (рођен око 278, умро 28. октобра 312. године) био је цар Западног римског царства од 306. до своје смрти. Био је син пређашњег цара Максимијана и зет Галеријев.

## Рођење и младост
Максенцијево тачно време рођења није познато. Вероватно је рођен око 278. године у браку између Максимијана и његове жене Еутропије. 
Када је Максимијан постао цар 285. године, Максенције је постао наследник престола. Изгледа да није добијао важне административне и војне дужности током Диоклецијанове владавине, као и током владавине сопственог оца. Рано се оженио Валеријом Максимилом, Галеријевом кћерком. Из тог брака потичу два сина: Валерије Ромул (295 – 309) и један непознати.
305. године Диоклецијан и Максимијан су се повукли и ранији цезари, Констанције Хлор и Галерије постали су цареви. За нове цезаре изабрани су Флавије Валерије Север и Максимин Даја. По Лакстанцију, Галерије није подносио Максенција и због тога је он био прескочен; без обзира на то, у овом часу Максенције није имао потребног војног и административног искуства. Након промене власти, Максенције се повукао на своје имање недалеко од Рима. 
Када је Констанције Хлор умро 306. године, његов син Константин Велики је био крунисан за цара, што је прихватио и Галерије. Константин Велики је тако био изабран за цезара на месту које је остало упражњено после смрти његовог оца. Тим преседаном ће се послужити Максенције када буде долазио на власт.

## Долазак на власт
306. године почели су се ширити гласови да тетрарси предвиђају да наметну порез у Риму као у било ком другом граду Царства и да намеравају да отпусте остатке преторијанске гарде. Због тога је дошло до побуне и Максенцију је било понуђено да се прогласи за цара. Овај је то прихватио 28. октобра 306. године. Узурпација је углавном прошла без крвопролића. Завереници су се обратили и Максимијану, али је он одбио да се упусти у грађанске нареде.
Максенције је био признат за цара у централној и јужној Италији, Корзици, Сардинији, Сицилији и у Африци. Северна Италија је остала у рукама Севера II који је резидирао у Милану.
Максенције се није прогласио за августа, у нади да ће привући на своју страну Галерија. Максенције је себе називао princeps invictus (непобедиви владар). Али, Галерије није волео Максенција, а вероватно се плашио да и други синови августа или цезара не крену Константиновим и Максенцијевим путем, што би разорило систем тетрархије. 
Константин Велики је чврсто држао војску свог оца и територије. Максенцијева позиција није била тако добра: он би требало да буде пети цар, имао је врло мало војске на својој страни. По одобрењу Галерија, Север II је 307. кренуо на Максенцијев Рим са великом војском. 
Али, већи део Северове војске састојао се од војника који су служили под Максенцијевим оцем Максимијаном. Тако, се војска практично распала кад је стигла код Рима и прешла највећим делом код Максенција, који је њихов пребег охрабривао новцем. Тада се и сам Максмијан отворено ставио на страну сина, па се Север морао повући у Равену. Нешто касније се предао Максимијану, који му је обећао да ће му поштедети живот.
После овог Северовог пораза, Максенције је проширио своју власт и на северну Италију, до Алпа, на Истру. Тада је и узео титулу августа, која је остала упражњена после предаје Севера II.

## Цар
Заједничка владавина Максенција и Максимијана је била у искушењима када је Галерије кренуо на Италију 307. са великом војском. Док су преговори трајали, многи Галеријеви војници су прелазили на страну Максенција и Максимијана. Галерије је био принуђен да се повуче, пљачкајући Италију успут. Током ових догађаја, Максенције је убио Севера. После овог Галеријевог пораза, Максенцијева власт на Италијом и Африком и чврсто утемељена. 
Још током 307. године, Максенције је покушао да успостави пријатељске односе са Константином, и у лето те године, Максенције је отишао у Галију, где се Констатин оженио његовом ћерком Фаустом. Заузврат, Максенцију је призната титула августа. Ипак, Константин је покушао да спречи раздор са Галеријем и није отворено подржавао Максенција током Галеријевог напада. 
308. године, вероватно у априлу, Максимијан је покушао да збаци свог сина, али је војска остала верна Максенцију, тако да је овај морао да побегне Константину.
У састанку у Карунтуму у јесен 308. године, Максенцију није признат положај законитог цара и Лициније је именован за августа са задатком да успостави легитимну власт на територији коју је контролисао Максенције. 
Током друге половине 308. године, Домиције Александар је подигао устанак против Максенција у Африци. То је значило да се Максенције нашао у оскудици жита које је углавном стизало из ове провинције. Али, Домиције Александар је био поражен 310. или 311. и Максенције је конфисковао имовину присталица Домиција Александра и довукао је велику количину жита у Рим. Те исте 310. Максенције је међутим изгубио Истру од Лицинија, који међутим није наставио рат јер је Галерије био већ тада на смрт болестан.
Максенцијев најстарији син, Валерије Ромул, умро је 309. године када је имао око 14 година. 
После Максмијанове смрти 309. или 310., Максенцијеви односи са Константином су се погоршали и Максенције се повезао са Максимином, да би парирао савезу између Лицинија и Константина Великог. Он је наводно покушао да преотме провинцију Рецију, северно од Алпа. Тај Максенцијев потез изазвао је реакцију Константина и Лицинија. Константин је први кренуо у напад.

## Смрт
Почетком 312. године, Константин Велики је прешао Алпе и упао у Италију. Победио је Максенцијеву војску у неколико битака и стигао је до Рима у октобру. Али, Максенције, уместо да чека у граду као када се успешно бранио од Севера и Галерија, понудио је отворену битку Константину. До сукоба је дошло код Милвијског моста 28. октобра 312. године. Максенције се вероватно одлучио за битку јер је тог дана био његов dies imperii, односно дан када је постао цар. Али, срећа га је издала. 
До сукоба је дошло северно од Рима, недалеко од Тибра, на Фламинијевом друму. Хришћанска традиција, нарочито Лактанције и Еусебије из Цезареје, тврди да се Константину у сну јавио хришћански симбол крста. О самој бици се не зна много: Константинова војска је победла Максенцијеву, који се повлачио и затим удавио у Тибру. Његово тело је нађено следћег дана.

## Унутрашња политика
Унутрашње прилике у време Максенцијеве владавине нису добро познате. Нарочито је тешко одупрети се пропагандним оценама Константинових присталица. База Максенцијеве власти је био Рим, још увек теоретски престоница Царства.
У почетку, Максенције је имао само незнатан број војске уз себе, тј. остатке преторијанске гарде и нешто царских војника и пар градских римских кохорти. Током напада Севера II и Галерија, та војска је била ојачана захваљујући дезертерству из нападачких трупа. Нешто војске је дошло и после пораза Домиција Александра. Али, Максенције укупно никада није имао озбиљну војску уз себе. 
Максенцијева позиција у Риму је била промењива. Изгледа да је ипак морао опорезивати градско становништво Рима. Покушавао је да римско становништво придобије озбиљним и великим грађевниским подухватима, као што је Максенцијев Циркус. Криза за Максенцијеву власт у граду Риму је избила када се побунио Домиције Александар, јер је због недостатка жита из Африке избила глад и одмах потом побуна. Али, Максенције се одржао. 
Са сенатом Максенције је у почетку имао добре односе, али су се они кварили јер је цар тражио новац од сенатора. Многи сенатори су пребегли Константину Великом после Максенцијеве смрти. 
У религијским стварим, Максенције је толерисао хришћанство, иако је сам био привржен паганизму, који га је подсећао на римску славну прошлост. Посебно је био привржену култу Марса.

## Наслеђе
После Константинове победе, Максенције је постао жртва победничке пропаганде. Представљан је као тиранин, као крвожедан и суров човек. Рани хришћански писци га не убрајају међу цареве који су прогањали хришћанство, али је каснија хришћанска традиција тврдила да је и Максенција то чинио. И у овоме је Максенције био жртва Константинове пропаганде. 